# Clube Educativo e Recreativo Associação Atlética São Mateus
Le Clube Educativo e Recreativo Associação Atlética São Mateus est un club brésilien de football basé à São Mateus dans l'état d'Espírito Santo.

## Historique
- 1963 : Fondation du club sous le nom Associação Atlética Paroquial
- 1971 : Le club est renommé Associação Atlética Desportiva
- ???? : Le club est renommé Associação Atlética São Mateus
- ???? : Le club est renommé Centro Esportivo Recreativo Associação Atlética São Mateus
- ???? : Le club est renommé Clube Educativo e Recreativo Associação Atlética São Mateus[1]

## Palmarès
- Championnat de l'Espírito Santo : 
  - Champion : 2009, 2011

- Championnat de l'Espírito Santo de deuxième division : 
  - Champion : 1987, 2008

## Entraîneurs
2010:  Célio Silva

## Note
1. ↑  C'est sous cette forme que RSSSF Brasil fait apparaitre le club lors des championnats d'Espírito Santo 2005 et 2006